# Comunità montana della Lessinia
La comunità montana della Lessinia è una comunità montana veneta della provincia di Verona composta da 18 comuni:
- Badia Calavena
- Bosco Chiesanuova
- Cerro Veronese
- Dolcè
- Erbezzo
- Fumane
- Grezzana
- Marano di Valpolicella
- Negrar di Valpolicella
- Roverè Veronese
- San Giovanni Ilarione
- San Mauro di Saline
- Sant'Ambrogio di Valpolicella
- Sant'Anna d'Alfaedo
- Selva di Progno
- Tregnago
- Velo Veronese
- Vestenanova